# Jacob Pasteur
Jacob Pasteur (Westminster, 5 giugno 2002) è un pallavolista statunitense, schiacciatore dello Chaumont.

## Carriera

### Club
Muove i primi passi a livello giovanile con la formazione dello Yorktowne, prima di approdare nella lega universitaria NCAA Division I con la Ohio State, facendo parte dei Buckeyes dal 2021 al 2024 e ottenendo qualche riconoscimento individuale.
Nella stagione 2024-25 inizia la sua carriera da professionista nella Ligue A francese, ingaggiato dallo Chaumont.

### Nazionale
Nel 2021 debutta in nazionale maggiore alla NORCECA Final Six, dove vince la medaglia di bronzo, seguita da un altro bronzo alla Coppa panamericana 2022 e dall'argento alla Coppa panamericana 2024.

## Palmarès

### Nazionale (competizioni minori)
- NORCECA Final Six 2021
- Coppa panamericana 2022
- Coppa panamericana 2024

### Premi individuali
- 2023 - All-America First Team
- 2024 - All-America Second Team